# 율리시스 (우주선)

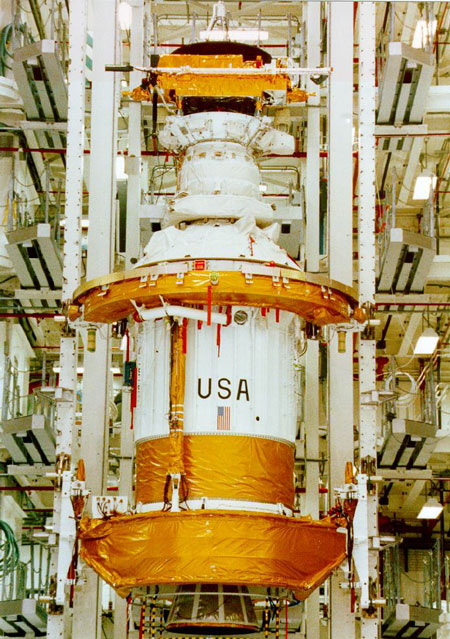
PAM-S와 IUS 상단부에 탑재된 율리시스

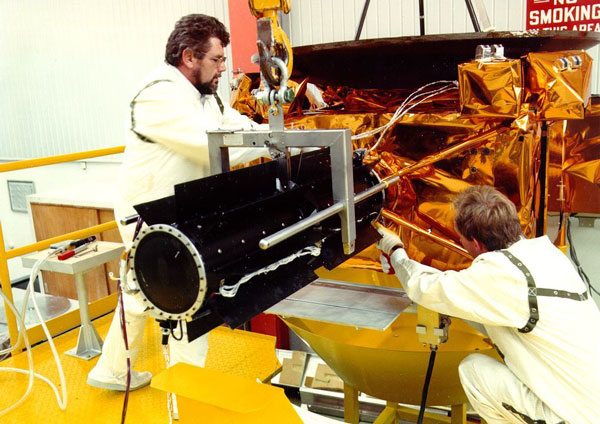
율리시스의 RTG

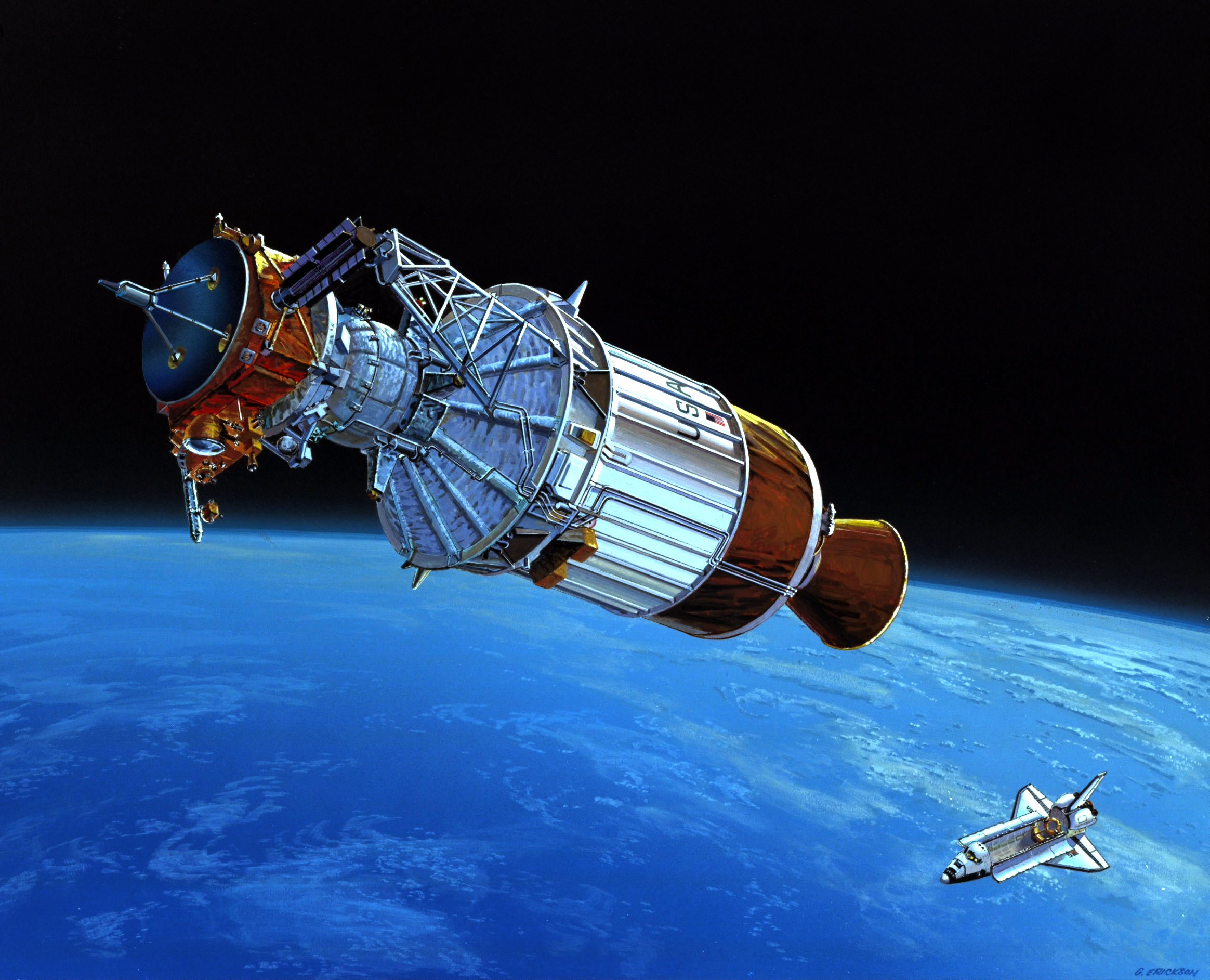
발사 후의 율리시스의 상상도

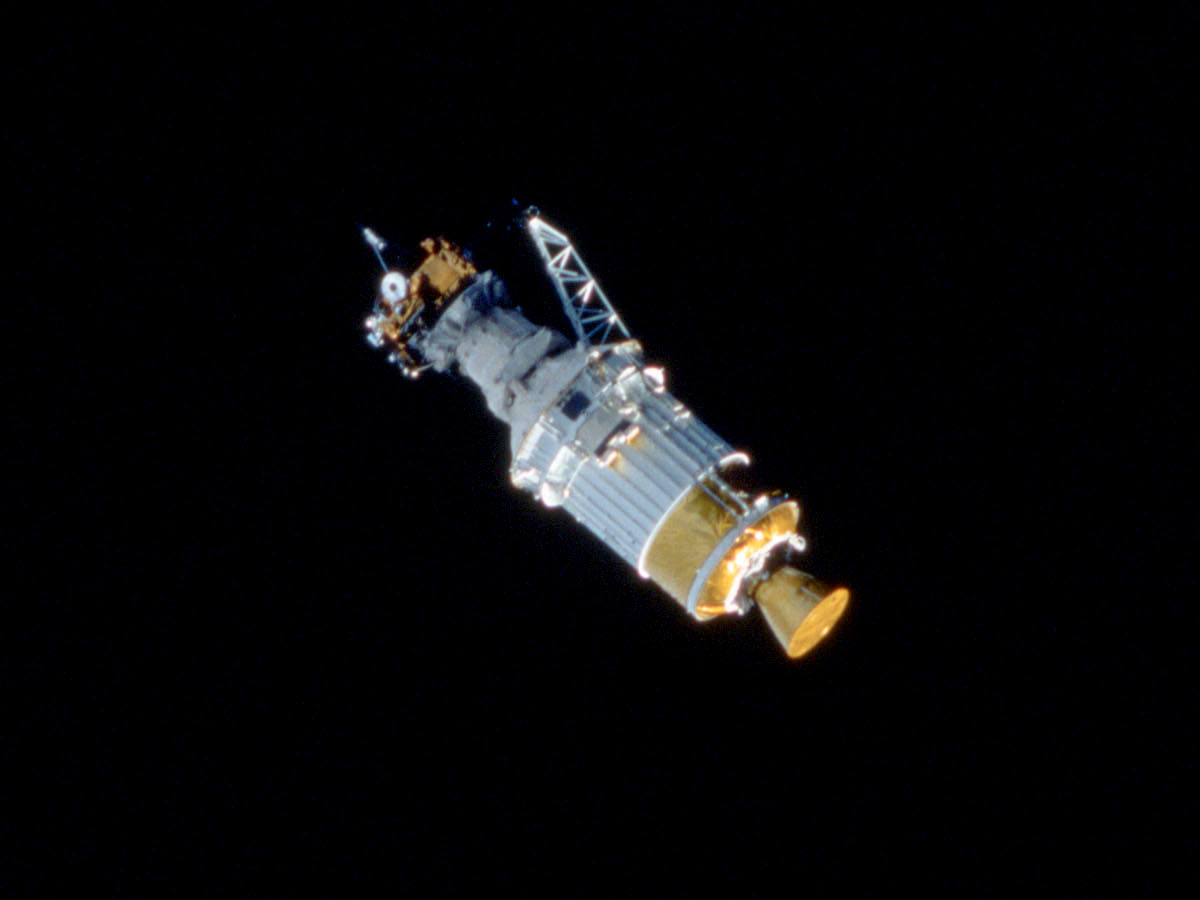
STS-41 미션으로 발사된 후의 율리시스

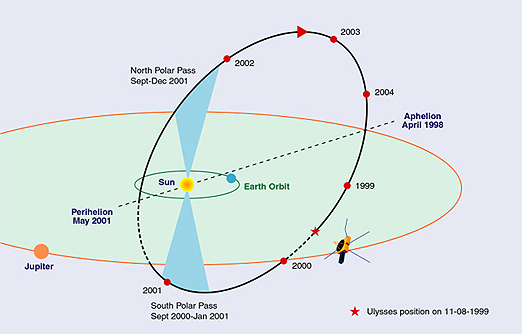
율리시스의 궤도

율리시스(영어: Ulysses)는 태양을 탐사하기 위해 설계된 무인 탐사선이다. '오디세우스'의 이름을 따 명명된 이 탐사선은, NASA와 ESA의 공동 사업으로서, 1990년 10월 6일에 디스커버리 우주왕복선의 STS-41 미션으로 발사되었다. 당초 예정은 1986년에 챌린저로 발사될 예정이었다. 탐사선의 탑재 기기는 입자나 먼지를 계측하는 장치로, 전력은 플루토늄 238의 방사능 붕괴에 의한 열로 발전하는 방사성동위원소 열전기 발전기(RTG)에서 공급된다.
2008년 2월 이후, RTG의 출력 저하에 의해서 자세 제어용 연료의 동결을 막기 위한 히터를 작동시키는 것이 곤란해져, 2009년 6월 30일에 운용이 종료되었다.

## 임무

### 계획
율리시스 이전에는, 태양은 저위도밖에 관측되어 있지 않았다. 태양의 적도에 대한 지구의 궤도 평면(황도면)의 경사각은 7.25°이므로, 탐사선을 궤도 경사각이 큰 태양 주회 궤도에 직접 투입하기 위해서는 대형 발사체가 필요했다.
매리너 10호, 파이어니어 11호, 보이저 1호·2호 등은 1970년대에 중력 선회(스윙바이)를 실시했다. 이것들은 황도면에 가까운 궤도를 돌고 있는 행성에서 다른 행성에 도달하기 위한, 동일 평면 내에서의 궤도 변경이었다. 그러나 목성을 이용해 적절한 스윙바이를 실시하면, 궤도 평면을 크게 바꾸는 것도 가능하다. 이렇게 해서 황도면 이탈 미션(COE)이 제안되었다.
원래는 NASA와 ESA는 국제 태양 극지방 탐사 미션으로 2기의 탐사선을 계획하고 있었다. 한편은 목성의 북극 쪽을 거쳐 태양의 남극 쪽으로 향하는 것으로, 다른 한편은 목성의 남극 쪽을 거쳐 태양의 북극 쪽을 향하는 것이었다. 이 계획들은 1981년에 미국측 1기가 취소되어 율리시스 계획으로서 수정되었다. NASA는 RTG와 발사체를 제공했고, ESA는 탐사선을 제작했다. 각국 대학 연구 기관의 관측 기기들이 10기 탑재되었다.
발사는 1983년 2월부터 1986년 5월에 걸쳐 지연되었다. 챌린저 우주왕복선 폭발 사고(STS-51-L 임무)의 영향으로 1990년 10월까지 더 연기되었다.

### 궤도 진입
율리시스는 우주왕복선에 의해서 지구 저궤도에 올려졌고, 거기에서부터 고체 연료 로켓을 사용해 목성으로 향했다.
부스터는 2단식으로, 보잉의 관성 상단 로켓(Inertial Upper Stage: IUS)과 맥도넬 더글러스의 유료 하중 추진 모듈(Payload Assist Module)의 S형(PAM-S)으로 구성되어 있었고, 회전 속도 70 RPM의 턴테이블에 탑재되어 있었다. 율리시스는 지구의 중력권을 탈출할 때 후에 뉴 허라이즌스에 의해 갱신될 때까지 인공적으로 가속된 최고 속도 물체의 속도 기록을 가지고 있었다.
목성으로의 항로는 근일점이 1 AU, 원일점이 태양으로부터 목성까지의 거리인 약 5 AU 인 호만 천이 궤도였다. 이 때는, 율리시스의 황도면에 대한 궤도 경사각은 작았다.

### 목성 스윙바이
1992년 2월 8일, 율리시스는 황도면에 대한 궤도 경사각을 80.2°까지 늘리기 위한 스윙바이를 실시하기 위해서 목성에 도착했다. 거대 행성의 중력은 율리시스의 궤도를 굽혀 황도면에 대해서 아래로 향하는 힘을 더해 태양의 북극과 남극을 주회하는 최종적인 궤도에 진입하기 위한 궤도 수정을 실시했다. 궤도의 형태와 크기는 거의 변화하지 않았기 때문에, 원일점은 대략 5 AU, 근일점은 태양으로부터 지구까지의 거리인 1 AU 보다 약간 긴 정도였다.

### 관측
율리시스는 1994년부터 1995년에 걸쳐 태양의 북극권을 관측했다.
1996년 5월 1일, 율리시스는 우연히 햐쿠타케 혜성(C/1996 B2)의 이온 꼬리를 통과했다. 꼬리의 길이는 약 3.8 AU였다.
율리시스는 2000년부터 2001년에 걸쳐 태양의 남극권을 관측했고, 그 결과 예상치 못한 결과를 얻을 수 있었다. 특히, 태양의 자남극은 매우 활동적이며, 한편 명확한 위치를 확인할 수 없는 것이 밝혀졌다.
2003년부터 2004년에 걸쳐 율리시스는 원일점을 통과해 조금 멀리서 목성을 관측했다.
2004년에는 맥노트 혜성의 꼬리를 만났다. 코로나 질량 방출이 혜성 물질을 율리시스로 가져왔다.
2007년에는 맥노트 혜성의 꼬리를 통과했다. 이 통과는 하쿠타케 혜성 때와는 다르게 놀라울 정도로 차이가 났다. 태양풍의 속도가 매초 대략 700 km에서 400 km 이하까지 떨어졌던 것이다.

### 연장 임무, 그리고 운용 종료
2007년부터 2008년에 걸친 3번째의 태양 극권 관측을 실시하기 위해 2009년 3월까지 운용이 연장되었다. 그러나 RTG의 출력은 저하를 계속해 탑재된 과학 기기를 동작시키거나 자세 제어용 히드라진의 동결을 막는 히터를 동작시키는 것이 불가능하게 되는 것은 시간 문제였다. 조금이라도 소비 전력을 절약하기 위해 가장 중요한 기기를 제외하고, 필요에 따라서 각 기기의 스위치를 차단하는 것으로 운용하게 되었다.
발사로부터 17년 4개월째에 해당하는 2008년 2월 22일, ESA와 NASA는 율리시스의 운용이 수개월 이내에 종료될 것을 발표한다. 2008년 4월 12일, NASA는 2008년 7월 1일에 임무가 종료된다고 발표하였다. 율리시스는 설계 수명의 4배 이상으로 계속 순조롭게 작동해 왔다. 이것은 2008년 1월 15일에 X-band communications sub-system의 마지막에 남아 있던 working chain 이 고장날 때까지의 기간이다. X-band sub-system 외의 chain 은 2003년에 이미 고장나 있었다.
그 후에도 운용이 계속되고 있었지만, 2009년 6월 30일로서 통신 기기의 주 전원을 차단하는 것이 6월 26일에 발표되었고, 6월 30일에 마침내 운용을 종료했다.

## 같이 보기
- 우주선이 방문한 소행성체와 혜성 목록
- 태양 및 태양권 관측위성
- 에이스 위성